# Scoliocentra perplexa
Scoliocentra perplexa är en tvåvingeart som först beskrevs av Garrett 1924.  Scoliocentra perplexa ingår i släktet Scoliocentra och familjen myllflugor. Inga underarter finns listade i Catalogue of Life.